# 布魯克頓郡
布魯克頓郡（英語：Shire of Brookton）乃澳大利亞西澳的一個地方政府，位於府城伯斯之東南140公里；郡轄境有1,602平方公里。2006年，有居民978人。

## 議會
郡議會有議席9座，分由3個選區，分別選出2或5位議員。

## 外部連結
- 布魯克頓郡官方網站 （页面存档备份，存于）